# Giải vô địch bóng đá ASEAN 2024
Giải vô địch bóng đá ASEAN 2024 (tiếng Anh: 2024 ASEAN Championship), tên chính thức là ASEAN Mitsubishi Electric Cup 2024 vì lý do tài trợ (cũng thường được gọi là ASEAN Cup 2024), là lần tổ chức thứ 15 của Giải vô địch bóng đá ASEAN, giải đấu bóng đá dành cho các đội tuyển quốc gia của các nước thành viên trực thuộc Liên đoàn bóng đá ASEAN (AFF). Đây là lần đầu tiên giải đấu diễn ra dưới tên gọi mới ASEAN Championship; từ năm 2022 trở về trước, giải được biết đến với tên gọi là Giải vô địch bóng đá Đông Nam Á (AFF Championship).
Vòng chung kết của giải đấu ban đầu được dự kiến diễn ra từ ngày 23 tháng 11 đến ngày 21 tháng 12 năm 2024. Tuy nhiên, để phù hợp với hoạt động của các câu lạc bộ Đông Nam Á tham dự các giải đấu châu lục, AFF đã điều chỉnh lịch thi đấu từ ngày 8 tháng 12 năm 2024 đến ngày 5 tháng 1 năm 2025.
Việt Nam đã giành chức vô địch lần thứ ba tại giải đấu sau khi đánh bại đương kim vô địch hai lần liên tiếp Thái Lan với tổng tỷ số 5–3 trong hai lượt trận chung kết.

## Thể thức
ASEAN Mitsubishi Electric Cup 2024 sẽ diễn ra theo thể thức giống như các năm 2018 và 2022. Chín đội xếp hạng cao nhất sẽ tự động vượt qua vòng loại, trong khi các đội xếp thứ 10 và 11 thi đấu loại theo thể thức hai lượt trận. 10 đội tuyển tại vòng chung kết được chia thành hai bảng năm đội và thi đấu theo thể thức vòng tròn một lượt, trong đó mỗi đội thi đấu hai trận trên sân nhà và hai trận trên sân khách. Hai đội đứng đầu mỗi bảng sẽ tiến vào vòng loại trực tiếp, gồm hai lượt trận bán kết và chung kết cũng theo thể thức sân nhà–sân khách. 
Luật bàn thắng sân khách sẽ không được áp dụng tại giải đấu lần này; trong trường hợp hai đội hòa nhau sau hai lượt trận thì sẽ thi đấu tiếp hai hiệp phụ với 15 phút mỗi hiệp, trước khi tiến hành loạt sút luân lưu nếu vẫn có kết quả hòa.

### Tiền thưởng
Đội vô địch giải đấu sẽ nhận được số tiền thưởng trị giá 300.000 đô la Mỹ, mức thưởng được áp dụng kể từ năm 2018. Các danh hiệu cá nhân cho toàn giải (bao gồm cầu thủ xuất sắc nhất, vua phá lưới và thủ môn xuất sắc nhất) không trao tiền thưởng.
| Vị trí          | Số đội | Tiền thưởng | Tiền thưởng |
| Vị trí          | Số đội | Mỗi đội     | Tổng        |
| --------------- | ------ | ----------- | ----------- |
| Vô địch         | 1      | $300.000    | $300.000    |
| Á quân          | 1      | $100.000    | $100.000    |
| Lọt vào bán kết | 2      | $50.000     | $100.000    |
| Tổng cộng       | 4      | $500.000    | $500.000    |

## Vòng loại

Giành quyền tham dự giải đấu
Không vượt qua vòng loại
Không tham dự
Không phải là thành viên của AFF

Chín đội tuyển đã được đặc cách vào thẳng vòng chung kết và được chia vào các nhóm tương ứng dựa trên thành tích tại hai giải đấu gần nhất. Brunei và Đông Timor, hai đội có thành tích thấp nhất, sẽ phải thi đấu vòng loại với nhau qua hai lượt trận để xác định đội thứ 10 và cũng là đội cuối cùng được lọt vào vòng bảng. Vào ngày 15 tháng 10 năm 2024, Đông Timor đã vượt qua Brunei để trở thành đội tuyển cuối cùng tham dự giải đấu.
Úc, thành viên chính thức của AFF từ năm 2013, vẫn không góp mặt tại giải đấu này do các giới hạn được áp đặt bởi AFF.

### Các đội tuyển tham dự
| Đội tuyển   | Tham dự | Thành tích tốt nhất                                                                      |
| ----------- | ------- | ---------------------------------------------------------------------------------------- |
| Campuchia   | 10 lần  | Vòng bảng (1996, 2000, 2002, 2004, 2008, 2016, 2018, 2020, 2022)                         |
| Indonesia   | 15 lần  | Á quân (2000, 2002, 2004, 2010, 2016, 2020)                                              |
| Lào         | 14 lần  | Vòng bảng (1996, 1998, 2000, 2002, 2004, 2007, 2008, 2010, 2012, 2014, 2018, 2020, 2022) |
| Malaysia    | 15 lần  | Vô địch (2010)                                                                           |
| Myanmar     | 15 lần  | Hạng tư (2004), Bán kết (2016)                                                           |
| Philippines | 15 lần  | Bán kết (2010, 2012, 2014, 2018)                                                         |
| Singapore   | 15 lần  | Vô địch (1998, 2004, 2007, 2012)                                                         |
| Thái Lan    | 15 lần  | Vô địch (1996, 2000, 2002, 2014, 2016, 2020, 2022)                                       |
| Đông Timor  | 4 lần   | Vòng bảng (2004, 2018, 2020)                                                             |
| Việt Nam    | 15 lần  | Vô địch (2008, 2018)                                                                     |

## Bốc thăm
Lễ bốc thăm chia bảng diễn ra vào lúc 14:00 ICT (UTC+7) ngày 21 tháng 5 năm 2024 tại khách sạn Intercontinental Hanoi Landmark ở Hà Nội, Việt Nam.
Mỗi bảng đấu sẽ bao gồm một đội tuyển từ mỗi nhóm hạt giống, tổng cộng năm nhóm với hai đội cho mỗi nhóm. Các đội tuyển được xếp vào các nhóm hạt giống dựa vào thành tích của hai giải đấu trước đó. Việc xếp hạng sẽ ưu tiên vị trí cao nhất mà đội tuyển đó đạt được trong hai giải đấu. Nếu thành tích ngang nhau, ưu tiên giải gần nhất.
Tại thời điểm bốc thăm, đội tuyển vượt qua vòng loại chưa được xác định và tự động được xếp vào nhóm 5.
| Nhóm | Đội tuyển   | 2022 | 2020 |
| ---- | ----------- | ---- | ---- |
| 1    | Thái Lan    | 1    | 1    |
| 1    | Việt Nam    | 2    | 3    |
| 2    | Indonesia   | 4    | 2    |
| 2    | Malaysia    | 3    | 6    |
| 3    | Singapore   | 5    | 4    |
| 3    | Philippines | 7    | 5    |
| 4    | Campuchia   | 6    | 7    |
| 4    | Myanmar     | 8    | 8    |
| 5    | Lào         | 9    | 9    |
| 5    | Đông Timor  | VL   | 10   |

## Trọng tài
Các trọng tài sau đây đã được lựa chọn để điều khiển tại giải đấu.
Trọng tài
- Ismaeel Habib Ali
- Tam Ping Wun
- Wong Wai Lun
- Kasahara Hiroki
- Kimura Hiroyuki
- Nagamine Koki
- Takasaki Koji
- Tanimoto Ryo
- Ahmed Faisal Al-Ali
- Omar Al-Yaqoubi
- Kim Dae-yong
- Kim Woo-sung
- Ko Hyung-jin
- Mohammed Al-Hoiash
- Abdullah Dhafer Al-Shehri
- Rustam Lutfullin
- Firdavs Norsafarov
- Akobirxuja Shukurullaev

Trợ lý trọng tài
- Salah Abdulaziz Janahi
- Faisal Alawi Sayed
- Lam Nai Kei Sam
- So Kai Man
- Wong Ping Chung
- Yudi Nurcahya
- Bangbang Syamsudar
- Asada Takeshi
- Mihara Jun
- Nishihashi Isao
- Takagi Takumi
- Takebe Yosuke
- Umeda Tomoyuki
- Watanabe Kota
- Yusuke Hamamoto
- Ayman Faisal Hamzeh Obeidat
- Ahmad Mansour Samara Muhsen
- Jeon Jin-hee
- Kang Dong-ho
- Kwak Seung-soon
- Park Sang-jun
- Mohd Yusri Muhammad
- Abu Bakar
- Ibrahim Al-Dakhil
- Saad Al-Subaie
- Khalaf Al-Shammari
- Saad Saud
- Abdul Hannan Abdul Hasim
- Supawan Hinthong
- Warintorn Sassadee
- Bakhtiyorkhuja Shavkatov
- Sanjar Shayusupov
- Timur Gaynulin
- Andrey Tsapenko
- Alisher Usmonov
- Nguyễn Trung Hậu
- Nguyễn Trung Việt

Trọng tài thứ tư
- Thoriq Alkatiri
- Yudi Nurcahya
- Ryan Saputra
- Mohd Kamil Zakaria Ismail
- Muhammad Usaid Jamal
- Tuan Mohd Yaasin Tuan Mohd Hanafiah
- Ahmad A'Qashah
- Foo Chuan Hui
- Apichit Nophuan
- Mongkolchai Pechsri
- Pansa Chaisanit
- Songkran Bunmeekiart
- Wiwat Jumpa-on
- Hoàng Ngọc Hà
- Lê Vũ Linh
- Ngô Duy Lân
- Nguyễn Mạnh Hải

Trợ lý trọng tài video
- Đỗ Kiến Tân
- Choi Hyun-jai
- Mohammed Khled Sal Al-Hoish
- Mamdouh Mufareh Al-Shahdan
- Muhammad Taqi
- Sivakorn Pu-udom

Vào ngày 4 tháng 7 năm 2024, AFF đã chính thức xác nhận việc sử dụng toàn diện trợ lý trọng tài video (VAR) trong suốt giải đấu, đánh dấu sự ra mắt của VAR tại giải. Việc vận hành VAR được giám sát bởi một nhà cung cấp riêng, với 10 máy quay ghi hình cho các trận đấu vòng bảng và 12 máy quay cho các trận đấu loại trực tiếp.

## Đội hình
Mỗi đội tuyển được phép đăng ký danh sách sơ bộ gồm 50 cầu thủ. Danh sách chính thức của các đội bao gồm 26 cầu thủ (ba trong số đó phải là thủ môn) và phải được đăng ký một ngày trước trận đấu đầu tiên của giải đấu.

## Địa điểm
Mỗi quốc gia tham dự giải có một sân nhà và mỗi đội được thi đấu hai trận vòng bảng trên sân nhà. Tổng cộng 11 sân vận động của 10 thành phố đã được lựa chọn để tổ chức các trận đấu.
Trước khi giải đấu diễn ra, Việt Nam dự kiến sẽ thi đấu các trận đấu trên sân nhà tại Sân vận động Quốc gia Mỹ Đình, tuy nhiên sân vận động này sau đó đã được sử dụng cho sự kiện âm nhạc Anh trai "say hi" vào hai ngày 7 và 9 tháng 12. Do vậy, Việt Nam quyết định tổ chức các trận đấu trên sân nhà tại Sân vận động Việt Trì của tỉnh Phú Thọ. Đông Timor ban đầu cũng dự kiến thi đấu các trận trên sân nhà tại địa điểm trung lập ở Việt Trì do quốc gia này không có sân vận động đáp ứng tiêu chuẩn của FIFA, nhưng sau khi Việt Nam lựa chọn sân Việt Trì làm sân nhà, họ đã quyết định chuyển đến Sân vận động Hàng Đẫy ở Hà Nội.
Indonesia thi đấu các trận đấu vòng bảng trên sân nhà tại Surakarta, và dự kiến sẽ di chuyển đến Bogor hoặc Surabaya nếu đội lọt vào vòng đấu loại trực tiếp. Singapore tổ chức các trận đấu trên sân nhà tại Sân vận động Quốc gia ỏ vòng bảng, trước khi chuyển sang Sân vận động Jalan Besar cho vòng đấu loại trực tiếp do sân Quốc gia đã được sử dụng cho buổi hòa nhạc của Lâm Tuấn Kiệt vào các ngày 28 và 29 tháng 12.
| Kuala Lumpur                      | Kallang | Kallang | Băng Cốc                      |
| --------------------------------- | --- | --- | ----------------------------- |
| Sân vận động Quốc gia Bukit Jalil | Sân vận động Quốc gia | Sân vận động Jalan Besar | Sân vận động Rajamangala      |
| Sức chứa: 87.411                  | Sức chứa: 55.000 | Sức chứa: 10.000 | Sức chứa: 51.552              |
|                                   | | |                               |
| Yangon                            | Vị trí các sân vận động của Giải vô địch bóng đá ASEAN 2024Kuala LumpurPhnôm PênhKallangBăng CốcViệt TrìHà NộiYangonSurakartaViêng ChănManila | Vị trí các sân vận động của Giải vô địch bóng đá ASEAN 2024Kuala LumpurPhnôm PênhKallangBăng CốcViệt TrìHà NộiYangonSurakartaViêng ChănManila | Phnôm Pênh                    |
| Sân vận động Thuwunna             | Vị trí các sân vận động của Giải vô địch bóng đá ASEAN 2024Kuala LumpurPhnôm PênhKallangBăng CốcViệt TrìHà NộiYangonSurakartaViêng ChănManila | Vị trí các sân vận động của Giải vô địch bóng đá ASEAN 2024Kuala LumpurPhnôm PênhKallangBăng CốcViệt TrìHà NộiYangonSurakartaViêng ChănManila | Sân vận động Olympic          |
| Sức chứa: 32.000                  | Vị trí các sân vận động của Giải vô địch bóng đá ASEAN 2024Kuala LumpurPhnôm PênhKallangBăng CốcViệt TrìHà NộiYangonSurakartaViêng ChănManila | Vị trí các sân vận động của Giải vô địch bóng đá ASEAN 2024Kuala LumpurPhnôm PênhKallangBăng CốcViệt TrìHà NộiYangonSurakartaViêng ChănManila | Sức chứa: 30.000              |
|                                   | Vị trí các sân vận động của Giải vô địch bóng đá ASEAN 2024Kuala LumpurPhnôm PênhKallangBăng CốcViệt TrìHà NộiYangonSurakartaViêng ChănManila | Vị trí các sân vận động của Giải vô địch bóng đá ASEAN 2024Kuala LumpurPhnôm PênhKallangBăng CốcViệt TrìHà NộiYangonSurakartaViêng ChănManila |                               |
| Viêng Chăn                        | Vị trí các sân vận động của Giải vô địch bóng đá ASEAN 2024Kuala LumpurPhnôm PênhKallangBăng CốcViệt TrìHà NộiYangonSurakartaViêng ChănManila | Vị trí các sân vận động của Giải vô địch bóng đá ASEAN 2024Kuala LumpurPhnôm PênhKallangBăng CốcViệt TrìHà NộiYangonSurakartaViêng ChănManila | Hà Nội                        |
| Sân vận động Quốc gia Lào mới     | Vị trí các sân vận động của Giải vô địch bóng đá ASEAN 2024Kuala LumpurPhnôm PênhKallangBăng CốcViệt TrìHà NộiYangonSurakartaViêng ChănManila | Vị trí các sân vận động của Giải vô địch bóng đá ASEAN 2024Kuala LumpurPhnôm PênhKallangBăng CốcViệt TrìHà NộiYangonSurakartaViêng ChănManila | Sân vận động Hàng Đẫy         |
| Sức chứa: 25.000                  | Vị trí các sân vận động của Giải vô địch bóng đá ASEAN 2024Kuala LumpurPhnôm PênhKallangBăng CốcViệt TrìHà NộiYangonSurakartaViêng ChănManila | Vị trí các sân vận động của Giải vô địch bóng đá ASEAN 2024Kuala LumpurPhnôm PênhKallangBăng CốcViệt TrìHà NộiYangonSurakartaViêng ChănManila | Sức chứa: 22.500              |
|                                   | Vị trí các sân vận động của Giải vô địch bóng đá ASEAN 2024Kuala LumpurPhnôm PênhKallangBăng CốcViệt TrìHà NộiYangonSurakartaViêng ChănManila | Vị trí các sân vận động của Giải vô địch bóng đá ASEAN 2024Kuala LumpurPhnôm PênhKallangBăng CốcViệt TrìHà NộiYangonSurakartaViêng ChănManila |                               |
| Việt Trì                          | Surakarta | Surakarta | Manila                        |
| Sân vận động Việt Trì             | Sân vận động Manahan | Sân vận động Manahan | Sân vận động tưởng niệm Rizal |
| Sức chứa: 20.000                  | Sức chứa: 20.000 | Sức chứa: 20.000 | Sức chứa: 12.873              |
|                                   | | |                               |

## Lịch thi đấu
Dưới đây là lịch thi đấu của giải đấu.
| Giai đoạn               | Các ngày   | Các ngày                | Các ngày                |
| Vòng bảng               | Lượt trận  | Bảng A                  | Bảng B                  |
| ----------------------- | ---------- | ----------------------- | ----------------------- |
| Vòng bảng               | Lượt đấu 1 | 8 tháng 12 năm 2024     | 9 tháng 12 năm 2024     |
| Vòng bảng               | Lượt đấu 2 | 11 tháng 12 năm 2024    | 12 tháng 12 năm 2024    |
| Vòng bảng               | Lượt đấu 3 | 14 tháng 12 năm 2024    | 15 tháng 12 năm 2024    |
| Vòng bảng               | Lượt đấu 4 | 17 tháng 12 năm 2024    | 18 tháng 12 năm 2024    |
| Vòng bảng               | Lượt đấu 5 | 20 tháng 12 năm 2024    | 21 tháng 12 năm 2024    |
| Vòng đấu loại trực tiếp | Trận       | Lượt đi                 | Lượt về                 |
| Vòng đấu loại trực tiếp | Bán kết    | 26–27 tháng 12 năm 2024 | 29–30 tháng 12 năm 2024 |
| Vòng đấu loại trực tiếp | Chung kết  | 2 tháng 1 năm 2025      | 5 tháng 1 năm 2025      |

## Vòng bảng
Hai đội đứng đầu mỗi bảng lọt vào vòng bán kết.
Các tiêu chí
Các đội được xếp hạng theo điểm (3 điểm cho một trận thắng, 1 điểm cho một trận hòa, 0 điểm cho một trận thua), và nếu bằng điểm, các tiêu chí sau đây sẽ được áp dụng theo thứ tự, để xác định thứ hạng (Quy định mục 16.3.4):
1. Điểm trong các trận đối đầu trực tiếp giữa các đội có liên quan;
2. Hiệu số bàn thắng thua trong các trận đối đầu trực tiếp giữa các đội có liên quan;
3. Số bàn thắng ghi được trong các trận đối đầu trực tiếp giữa các đội có liên quan;
4. Nếu có nhiều hơn hai đội bằng điểm và sau khi đã áp dụng các tiêu chí đối đầu ở trên, vẫn còn hai hay nhiều đội có thứ hạng ngang nhau, tiếp tục áp dụng các tiêu chí trên cho riêng các đội này cho đến khi tính được thứ hạng cuối cùng. Nếu việc này không dẫn đến kết quả, áp dụng các tiêu chí tiếp theo;
5. Hiệu số bàn thắng thua trong tất cả các trận đấu bảng;
6. Số bàn thắng ghi được trong tất cả các trận đấu bảng;
7. Sút luân lưu nếu chỉ có hai đội liên quan và họ gặp nhau trong trận đấu cuối cùng của bảng;
8. Điểm thẻ phạt (thẻ vàng = –1 điểm, thẻ đỏ gián tiếp (2 thẻ vàng) = –3 điểm, thẻ đỏ trực tiếp = –3 điểm, thẻ vàng và thẻ đỏ trực tiếp = –4 điểm);
9. Bốc thăm của ban tổ chức.

### Bảng A
| VT | Đội        | ST | T | H | B | BT | BB | HS  | Đ  | Giành quyền tham dự     |
| -- | ---------- | -- | - | - | - | -- | -- | --- | -- | ----------------------- |
| 1  | Thái Lan   | 4  | 4 | 0 | 0 | 18 | 4  | +14 | 12 | Vòng đấu loại trực tiếp |
| 2  | Singapore  | 4  | 2 | 1 | 1 | 7  | 5  | +2  | 7  | Vòng đấu loại trực tiếp |
| 3  | Malaysia   | 4  | 1 | 2 | 1 | 5  | 5  | 0   | 5  |                         |
| 4  | Campuchia  | 4  | 1 | 1 | 2 | 7  | 8  | −1  | 4  |                         |
| 5  | Đông Timor | 4  | 0 | 0 | 4 | 3  | 18 | −15 | 0  |                         |

| Campuchia                   | 2–2      | Malaysia                   |
| --------------------------- | -------- | -------------------------- |
| - Coulibaly 52' - Sa Ty 60' | Chi tiết | - Wilkin 35' - Tierney 74' |

| Đông Timor | 0–10     | Thái Lan |
| ---------- | -------- | --- |
|            | Chi tiết | - Davis 4', 32' - Gustavsson 17' - Suphanat 28', 54' - Seksan 56', 61' - Teerasak 79', 90+2' - Mickelson 90+3' |

| Singapore               | 2–1      | Campuchia      |
| ----------------------- | -------- | -------------- |
| - Faris 9' - Shawal 16' | Chi tiết | - Chanthea 59' |

| Malaysia                      | 3–2      | Đông Timor                        |
| ----------------------------- | -------- | --------------------------------- |
| - Syafiq 37' - Josué 70', 83' | Chi tiết | - Xavier 45+1' - João Pedro 45+3' |

| Đông Timor | 0–3      | Singapore                                |
| ---------- | -------- | ---------------------------------------- |
|            | Chi tiết | - Nakamura 76' (ph.đ.) - Shawal 83', 90' |

| Thái Lan       | 1–0      | Malaysia |
| -------------- | -------- | -------- |
| Gustavsson 57' | Chi tiết |          |

| Campuchia                 | 2–1      | Đông Timor       |
| ------------------------- | -------- | ---------------- |
| - Rotana 42' - Soknet 79' | Chi tiết | - João Pedro 22' |

| Singapore                | 2–4      | Thái Lan                                                             |
| ------------------------ | -------- | -------------------------------------------------------------------- |
| - Shawal 10' - Faris 34' | Chi tiết | - Gustavsson 45+3' - Suphanat 52' - Peeradol 90+3' - Teerasak 90+15' |

| Thái Lan                              | 3–2      | Campuchia                     |
| ------------------------------------- | -------- | ----------------------------- |
| - Akarapong 33', 78' - Chalermsak 84' | Chi tiết | - Nieto 32' - Coulibaly 90+6' |

| Malaysia | 0–0      | Singapore |
| -------- | -------- | --------- |
|          | Chi tiết |           |

### Bảng B
| VT | Đội         | ST | T | H | B | BT | BB | HS | Đ  | Giành quyền tham dự     |
| -- | ----------- | -- | - | - | - | -- | -- | -- | -- | ----------------------- |
| 1  | Việt Nam    | 4  | 3 | 1 | 0 | 11 | 2  | +9 | 10 | Vòng đấu loại trực tiếp |
| 2  | Philippines | 4  | 1 | 3 | 0 | 4  | 3  | +1 | 6  | Vòng đấu loại trực tiếp |
| 3  | Indonesia   | 4  | 1 | 1 | 2 | 4  | 5  | −1 | 4  |                         |
| 4  | Myanmar     | 4  | 1 | 1 | 2 | 4  | 9  | −5 | 4  |                         |
| 5  | Lào         | 4  | 0 | 2 | 2 | 7  | 11 | −4 | 2  |                         |

1. 1 2  Điểm đối đầu: Indonesia 3, Myanmar 0.

| Myanmar | 0–1      | Indonesia                     |
| ------- | -------- | ----------------------------- |
|         | Chi tiết | - Zin Nyi Nyi Aung 76' (l.n.) |

| Lào                         | 1–4                            | Việt Nam                                                                               |
| --------------------------- | ------------------------------ | -------------------------------------------------------------------------------------- |
| - Bounphachan 90+5' (ph.đ.) | Chi tiết (AMEC) Chi tiết (AFF) | - Nguyễn Hai Long 58' - Nguyễn Tiến Linh 63' - Nguyễn Văn Toàn 69' - Nguyễn Văn Vĩ 82' |

| Philippines              | 1–1      | Myanmar                |
| ------------------------ | -------- | ---------------------- |
| - Kristensen 72' (ph.đ.) | Chi tiết | - Maung Maung Lwin 25' |

| Indonesia                      | 3–3                            | Lào                                               |
| ------------------------------ | ------------------------------ | ------------------------------------------------- |
| - Kadek 12' - Ferarri 18', 72' | Chi tiết (AMEC) Chi tiết (AFF) | - Phousomboun 9' - Phathana 13' - Phanthavong 77' |

| Lào                  | 1–1                            | Philippines |
| -------------------- | ------------------------------ | ----------- |
| Baldisimo 34' (l.n.) | Chi tiết (AMEC) Chi tiết (AFF) | Reyes 77'   |

| Việt Nam               | 1–0      | Indonesia |
| ---------------------- | -------- | --------- |
| - Nguyễn Quang Hải 77' | Chi tiết |           |

| Myanmar                                        | 3–2                            | Lào                        |
| ---------------------------------------------- | ------------------------------ | -------------------------- |
| - Lwin Moe Aung 32' - Win Naing Tun 87', 90+3' | Chi tiết (AMEC) Chi tiết (AFF) | - Kydavone 77' - Chony 81' |

| Philippines  | 1–1      | Việt Nam              |
| ------------ | -------- | --------------------- |
| - Gayoso 68' | Chi tiết | - Doãn Ngọc Tân 90+7' |

| Việt Nam                                                                                    | 5–0      | Myanmar |
| ------------------------------------------------------------------------------------------- | -------- | ------- |
| - Bùi Vĩ Hào 48' - Nguyễn Xuân Son 55', 90' - Nguyễn Quang Hải 74' - Nguyễn Tiến Linh 90+2' | Chi tiết |         |

| Indonesia | 0–1      | Philippines            |
| --------- | -------- | ---------------------- |
|           | Chi tiết | Kristensen 63' (ph.đ.) |

## Vòng đấu loại trực tiếp
Bốn đội vượt qua vòng bảng thi đấu loại trực tiếp theo thể thức lượt đi–lượt về với các nhánh đấu: nhì bảng A gặp nhất bảng B (bán kết 1) và nhất bảng A gặp nhì bảng B (bán kết 2). Các đội thắng lọt vào trận chung kết.

### Sơ đồ
|  | Bán kết | Bán kết           | Bán kết  | Bán kết | Bán kết |   |    | Chung kết | Chung kết | Chung kết | Chung kết | Chung kết |
|  |         |                   |          |         |         |   |    |           |           |           |           |           |
|  | A2      | Singapore         | 0        | 1       | 1       |   |    |           |           |           |           |           |
|  | B1      | Việt Nam          | 2        | 3       | 5       |   |    |           |           |           |           |           |
|  |         |                   |          |         |         |   | B1 | Việt Nam  | 2         | 3         | 5         |           |
|  |         | A1                | Thái Lan | 1       | 2       | 3 |    |           |           |           |           |           |
|  | B2      | Philippines       | 2        | 1       | 3       |   |    |           |           |           |           |           |
|  | A1      | Thái Lan (s.h.p.) | 1        | 3       | 4       |   |    |           |           |           |           |           |

### Bán kết
| Đội 1       | TTS | Đội 2    | Lượt đi | Lượt về      |
| ----------- | --- | -------- | ------- | ------------ |
| Singapore   | 1–5 | Việt Nam | 0–2     | 1–3          |
| Philippines | 3–4 | Thái Lan | 2–1     | 1–3 (s.h.p.) |

#### Lượt đi
| Singapore | 0–2      | Việt Nam                                                   |
| --------- | -------- | ---------------------------------------------------------- |
|           | Chi tiết | - Nguyễn Tiến Linh 90+11' (ph.đ.) - Nguyễn Xuân Son 90+14' |

| Philippines                 | 2–1      | Thái Lan       |
| --------------------------- | -------- | -------------- |
| - Reyes 21' - Linares 90+5' | Chi tiết | - Suphanan 45' |

#### Lượt về
| Việt Nam                                                              | 3–1      | Singapore      |
| --------------------------------------------------------------------- | -------- | -------------- |
| - Nguyễn Xuân Son 45+1' (ph.đ.), 63' - Nguyễn Tiến Linh 90+3' (ph.đ.) | Chi tiết | - Nakamura 74' |

Việt Nam thắng với tổng tỷ số 5–1.
| Thái Lan                                        | 3–1 (s.h.p.) | Philippines      |
| ----------------------------------------------- | ------------ | ---------------- |
| - Peeradol 37' - Gustavsson 54' - Suphanat 116' | Chi tiết     | - Kristensen 84' |

Thái Lan thắng với tổng tỷ số 4–3.

### Chung kết
| Đội 1    | TTSTooltip Aggregate score | Đội 2    | Lượt 1 | Lượt 2 |
| -------- | -------------------------- | -------- | ------ | ------ |
| Việt Nam | 5–3                        | Thái Lan | 2–1    | 3–2    |

#### Lượt đi
| Việt Nam                 | 2–1      | Thái Lan              |
| ------------------------ | -------- | --------------------- |
| Nguyễn Xuân Son 59', 73' | Chi tiết | Chalermsak Aukkee 83' |

#### Lượt về
| Thái Lan                                | 2–3      | Việt Nam                                                                 |
| --------------------------------------- | -------- | ------------------------------------------------------------------------ |
| - Ben Davis 28' - Supachok Sarachat 64' | Chi tiết | - Phạm Tuấn Hải 8' - Pansa Hemviboon 82' (l.n.) - Nguyễn Hai Long 90+20' |

Việt Nam thắng với tổng tỷ số 5–3.

## Thống kê

### Các giải thưởng
Các giải thưởng dưới đây đã được trao sau khi giải đấu kết thúc:
| Thủ môn xuất sắc nhất | Cầu thủ xuất sắc nhất | Cầu thủ trẻ xuất sắc nhất | Vua phá lưới    |
| --------------------- | --------------------- | ------------------------- | --------------- |
| Nguyễn Đình Triệu     | Nguyễn Xuân Son       | Suphanat Mueanta          | Nguyễn Xuân Son |

### Cầu thủ ghi bàn
Đã có 91 bàn thắng ghi được trong 26 trận đấu, trung bình 3.5 bàn thắng mỗi trận đấu.
7 bàn thắng
- Nguyễn Xuân Son

4 bàn thắng
- Shawal Anuar
- Patrik Gustavsson
- Suphanat Mueanta
- Nguyễn Tiến Linh

3 bàn thắng
- Bjørn Martin Kristensen
- Ben Davis
- Teerasak Poeiphimai

2 bàn thắng
- Abdel Kader Coulibaly
- Muhammad Ferarri
- Paulo Josué
- Win Naing Tun
- Sandro Reyes
- Faris Ramli
- Nakamura Kyoga
- Akarapong Pumwisat
- Chalermsak Aukkee
- Peeradol Chamrasamee
- Seksan Ratree
- João Pedro
- Nguyễn Hai Long
- Nguyễn Quang Hải

1 bàn thắng
- Andrés Nieto
- Hav Soknet
- Sa Ty
- Sieng Chanthea
- Sor Rotana
- Kadek Arel
- Bounphachan Bounkong
- Chony Waenpaseuth
- Kydavone Souvanny
- Peter Phanthavong
- Phathana Phommathep
- Phousomboun Panyavong
- Fergus Tierney
- Stuart Wilkin
- Syafiq Ahmad
- Lwin Moe Aung
- Maung Maung Lwin
- Jarvey Gayoso
- Kike Linares
- Nicholas Mickelson
- Supachok Sarachat
- Suphanan Bureerat
- Olagar Xavier
- Bùi Vĩ Hào
- Doãn Ngọc Tân
- Nguyễn Văn Toàn
- Nguyễn Văn Vĩ
- Phạm Tuấn Hải

1 bàn phản lưới nhà
- Kakang Rudianto (trong trận gặp Lào)
- Zin Nyi Nyi Aung (trong trận gặp Indonesia)
- Michael Baldisimo (trong trận gặp Lào)
- Pansa Hemviboon (trong trận gặp Việt Nam)

Nguồn: ASEAN United FC

### Kỷ luật
Một cầu thủ ngay lập tức bị treo giò ở trận đấu tiếp theo nếu phải nhận một trong các hình phạt sau:
- Nhận 1 thẻ đỏ (thời gian treo giò vì thẻ đỏ có thể nhiều hơn nếu là lỗi vi phạm nghiêm trọng).
- Nhận 2 thẻ vàng trong 2 trận đấu khác nhau; thẻ vàng bị xóa sau khi kết thúc giai đoạn của giải đấu mà cầu thủ đó nhận một thẻ vàng (điều này không được áp dụng đến bất kỳ trận đấu quốc tế nào khác trong tương lai).[33]

Các quyết định kỷ luật sau đây đã được thực hiện trong suốt giải đấu:
| Cầu thủ             | Vi phạm | Đình chỉ                                                                            |
| ------------------- | --- | ----------------------------------------------------------------------------------- |
| Wai Lin Aung        | Bảng B gặp Indonesia (lượt trận 1; 9 tháng 12 năm 2024) · Bảng B gặp Philippines (lượt trận 2; 12 tháng 12 năm 2024)  | Bảng B gặp Lào (lượt trận 4; 18 tháng 12 năm 2024)                                  |
| Marselino Ferdinan  | Bảng B gặp Lào (lượt trận 2; 12 tháng 12 năm 2024)                                                                    | Bảng B gặp Việt Nam (lượt trận 3; 15 tháng 12 năm 2024)                             |
| Phathana Phommathep | Bảng B gặp Indonesia (lượt trận 2; 12 tháng 12 năm 2024) · Bảng B gặp Philippines (lượt trận 3; 15 tháng 12 năm 2024) | Bảng B gặp Myanmar (lượt trận 4; 18 tháng 12 năm 2024)                              |
| Ogawa Yudai         | Bảng A gặp Singapore (lượt trận 2; 11 tháng 12 năm 2024) · Bảng A gặp Đông Timor (lượt trận 4; 17 tháng 12 năm 2024)  | Bảng A gặp Thái Lan (lượt trận 5; 20 tháng 12 năm 2024)                             |
| Maung Maung Lwin    | Bảng B gặp Indonesia (lượt trận 1; 9 tháng 12 năm 2024) · Bảng B gặp Lào (lượt trận 4; 18 tháng 12 năm 2024)          | Bảng B gặp Việt Nam (lượt trận 5; 21 tháng 12 năm 2024)                             |
| Muhammad Ferarri    | Bảng B gặp Philippines (lượt trận 5; 21 tháng 12 năm 2024)                                                            | Đội đã bị loại khỏi giải đấu Có thể bị đình chỉ ở trận đầu tiên của mùa giải tới    |
| Hein Phyo Win       | Bảng B gặp Indonesia (lượt trận 1; 9 tháng 12 năm 2024) · Bảng B gặp Việt Nam (lượt trận 5; 21 tháng 12 năm 2024)     | Đội đã bị loại khỏi giải đấu Có thể bị đình chỉ ở trận đầu tiên của mùa giải tới    |
| Kyoga Nakamura      | Bảng A gặp Thái Lan (lượt trận 4; 17 tháng 12 năm 2024) · Bảng A gặp Malaysia (lượt trận 5; 20 tháng 12 năm 2024)     | Bán kết gặp Việt Nam (26 tháng 12 năm 2024)                                         |
| Amani Aguinaldo     | Bảng B gặp Việt Nam (lượt trận 4; 18 tháng 12 năm 2024) · Bảng B gặp Indonesia (lượt trận 5; 21 tháng 12 năm 2024)    | Bán kết gặp Thái Lan (27 tháng 12 năm 2024)                                         |
| Weerathep Pomphan   | Chung kết gặp Việt Nam (5 tháng 1 năm 2025)                                                                           | Trận đấu cuối cùng của giải đấu Có thể bị đình chỉ ở trận đầu tiên của mùa giải tới |

### Bảng xếp hạng giải đấu
Bảng này xếp hạng các đội tuyển trong giải đấu. Ngoại trừ hai vị trí đầu tiên, thứ tự các vị trí tiếp theo được xác định bằng điểm số với các đội lọt vào cùng một giai đoạn của giải.
| VT | Đội         | ST | T | H | B | BT | BB | HS  | Đ  | Kết quả chung cuộc  |
| -- | ----------- | -- | - | - | - | -- | -- | --- | -- | ------------------- |
| 1  | Việt Nam    | 8  | 7 | 1 | 0 | 21 | 6  | +15 | 22 | Vô địch             |
| 2  | Thái Lan    | 8  | 5 | 0 | 3 | 25 | 12 | +13 | 15 | Á quân              |
| 3  | Philippines | 6  | 2 | 3 | 1 | 7  | 7  | 0   | 9  | Bị loại ở bán kết   |
| 4  | Singapore   | 6  | 2 | 1 | 3 | 8  | 10 | −2  | 7  | Bị loại ở bán kết   |
|    |             |    |   |   |   |    |    |     |    |                     |
| 5  | Malaysia    | 4  | 1 | 2 | 1 | 5  | 5  | 0   | 5  | Bị loại ở vòng bảng |
| 6  | Campuchia   | 4  | 1 | 1 | 2 | 7  | 8  | −1  | 4  | Bị loại ở vòng bảng |
| 7  | Indonesia   | 4  | 1 | 1 | 2 | 4  | 5  | −1  | 4  | Bị loại ở vòng bảng |
| 8  | Myanmar     | 4  | 1 | 1 | 2 | 4  | 9  | −5  | 4  | Bị loại ở vòng bảng |
| 9  | Lào         | 4  | 0 | 2 | 2 | 7  | 11 | −4  | 2  | Bị loại ở vòng bảng |
| 10 | Đông Timor  | 4  | 0 | 0 | 4 | 3  | 18 | −15 | 0  | Bị loại ở vòng bảng |

## Tiếp thị

### Bóng thi đấu chính thức
Quả bóng thi đấu chính thức của giải đấu, Adidas Tiro Pro, đã được công bố vào ngày 14 tháng 8 năm 2024. Sự kiện này đánh dấu sự trở lại của Adidas với vai trò Đối tác tổ chức và Nhà cung cấp thiết bị chính thức cho Giải vô địch bóng đá ASEAN sau 20 năm.

### Tài trợ
| Đối tác danh hiệu     | Đối tác trao giải | Nhà tài trợ chính thức                          | Nhà hỗ trợ chính thức                      | Đối tác tổ chức chính thức |
| --------------------- | ----------------- | ----------------------------------------------- | ------------------------------------------ | -------------------------- |
| - Mitsubishi Electric | - MSIG - Shopee   | - ALL - Accor Live Limitless - AirAsia - Yanmar | - Acecook Vietnam - Amartha - Pocari Sweat | - Adidas                   |

## Đối tác truyền thông
| Các nước trong khu vực quy định sở hữu bản quyền ASEAN Mitsubishi Electric Cup 2024 | Các nước trong khu vực quy định sở hữu bản quyền ASEAN Mitsubishi Electric Cup 2024              | Các nước trong khu vực quy định sở hữu bản quyền ASEAN Mitsubishi Electric Cup 2024 | Các nước trong khu vực quy định sở hữu bản quyền ASEAN Mitsubishi Electric Cup 2024 | Các nước trong khu vực quy định sở hữu bản quyền ASEAN Mitsubishi Electric Cup 2024                                                                |
| Quốc gia                                                                            | Mạng phát sóng                                                                                   | Kênh truyền hình                                                                    | Phát thanh                                                                          | Nền tảng trực tuyến |
| ----------------------------------------------------------------------------------- | ------------------------------------------------------------------------------------------------ | ----------------------------------------------------------------------------------- | ----------------------------------------------------------------------------------- | --- |
| Brunei                                                                              | RTB, Astro                                                                                       | RTB Aneka, Astro Arena                                                              | —                                                                                   | RTB Go, Astro Go, Sooka |
| Campuchia                                                                           | Bayon Television                                                                                 | BTV                                                                                 | —                                                                                   | — |
| Indonesia                                                                           | MNC Media                                                                                        | RCTI, GTV, iNews, Soccer Channel, Sportstars                                        | MNC Trijaya FM                                                                      | Vision+, Blive |
| Lào                                                                                 | BG Sports Co.                                                                                    | —                                                                                   | —                                                                                   | BG SPORTS |
| Malaysia                                                                            | Astro                                                                                            | Astro Arena                                                                         | —                                                                                   | Astro Go, Sooka |
| Myanmar                                                                             | Sky Net, BG Sports Co.                                                                           | Sky Net Sports HD, Sky Net Sports 4                                                 | —                                                                                   | BG SPORTS |
| Philippines                                                                         | TAP DMV                                                                                          | Premier Football, Premier Sports                                                    | —                                                                                   | Matchday+ |
| Singapore                                                                           | Mediacorp                                                                                        | CH5                                                                                 | —                                                                                   | meWATCH |
| Thái Lan                                                                            | Triple V Broadcast Co., Ltd., BG Sports Co., AIS Play, Kong Salak Plus, TrueVisions, beIN Sports | Thairath TV, True Sports 2, True Sports 7, beIN Sports 1, beIN Sports 2             | —                                                                                   | YouTube: THAIRATH TV Originals Thairath Sport BG SPORTS Facebook: ThairathTV Thairath Sport BG Sports Nok Plus Ứng dụng: AIS Play, TrueVisions Now |
| Việt Nam                                                                            | FPT Play, VTV                                                                                    | VTV2, VTV5, VTV Cần Thơ                                                             | —                                                                                   | FPT Play, VTVgo |
| Đài truyền hình sở hữu bản quyền giải đấu ngoài khu vực Đông Nam Á                  |                                                                                                  |                                                                                     |                                                                                     | |
| Hàn Quốc                                                                            | Eclat Media                                                                                      | SPOTV                                                                               | —                                                                                   | SPOTV Now |
| Trung Quốc                                                                          | Leisu                                                                                            | Leisu Sports Channel                                                                | —                                                                                   | Leisu TV |
| Toàn cầu                                                                            | YouTube                                                                                          | —                                                                                   | —                                                                                   | ASEAN United FC |

## Sự cố và tranh cãi

### Các vấn đề về tổ chức
Việc giải đấu diễn ra kéo dài trong một tháng với cường độ khoảng ba ngày một trận, cộng với việc di chuyển liên tục giữa các trận đấu khiến các đội tuyển không có thời gian để phục hồi thể chất và gia tăng nguy cơ chấn thương cho các cầu thủ. Huấn luyện viên Shin Tae-yong của Indonesia sau trận đấu gặp Lào đã lên tiếng than phiền về việc họ phải trải qua lịch thi đấu quá dày, đồng thời chỉ ra rằng tình trạng mệt mỏi kéo dài có thể ảnh hưởng đến phong độ của cầu thủ trên sân. Bên cạnh đó, giải đấu được tổ chức ngoài khung thời gian FIFA Days, tức là được tính điểm với hệ số thấp nhất trên bảng xếp hạng FIFA, dẫn đến việc nhiều đội tuyển không có lực lượng mạnh nhất do câu lạc bộ chủ quản từ chối cung cấp cầu thủ; điều này cũng làm cho chất lượng giải đấu bị ảnh hưởng đáng kể.

### Hành vi quá khích của cổ động viên
Sau khi kết thúc trận đấu bảng A giữa Malaysia và Singapore trên sân Bukit Jalil với kết quả Malaysia bị loại, một nhóm cổ động viên chủ nhà đã thể hiện sự thiếu tôn trọng đối thủ bằng cách cầm ngược quốc kỳ Singapore. Một vụ tấn công cũng đã xảy ra tại ga Bandar Tasik Selatan ở thủ đô Kuala Lumpur, nơi được nhóm người hâm mộ Malaysia nhắm đến. Các bê bối khác trước đó liên quan đến hành vi côn đồ của cổ động viên Malaysia bao gồm việc một người đàn ông bị bắt giữ về cáo buộc sát hại một phụ nữ để lấy tiền mua vé xem trận gặp Campuchia, và cuộc đụng độ giữa nhóm cổ động viên Malaysia và Thái Lan khiến một người Malaysia bị thương.

### VAR xử lý chậm
Tại giải đấu lần này, chỉ có một phòng VAR trung tâm được đặt tại Malaysia, nơi tiếp nhận và xử lý tất cả hình ảnh truyền từ sân thi đấu. Việc này dẫn đến một độ trễ nhất định trong quá trình tham khảo và ra quyết định của các trọng tài, nhưng thực tế cho thấy nhiều trận đấu có VAR đã làm lãng phí thời gian đáng kể. Tờ Daily News của Thái Lan đã tố cáo VAR "quá chậm chạp và thiếu chuyên nghiệp" trong trận đấu Singapore thua Thái Lan 2–4, nơi mà các trọng tài đã mất nhiều thời gian để xem xét tình huống từ chối bàn thắng của Pansa Hemviboon ở phút 70 và pha ghi bàn của Peeradol Chamratsamee bị báo hiệu việt vị ở phút 90, dẫn đến hiệp 2 của trận đấu kéo dài hơn 15 phút bù giờ. Bên cạnh đó, nhiều tình huống gây tranh cãi đã diễn ra nhưng VAR không can thiệp, điển hình là trong trận đấu vòng bảng giữa Việt Nam và Indonesia và trận chung kết lượt về giữa Thái Lan và Việt Nam.

### Tranh cãi về vi phạm tinh thần thể thao
Trong trận chung kết lượt về giữa Thái Lan và Việt Nam trên sân vận động Quốc gia Rajamangala, tiền đạo Supachok Sarachat của Thái Lan đã gây tranh cãi với tình huống sút xa thành bàn ở phút thứ 64 để nâng tỷ số lên 2–1 cho đội chủ nhà. Trước đó, thủ môn Nguyễn Đình Triệu đã chủ động ném bóng ra ngoài sân khi một cầu thủ Việt Nam đang bị đau, và các cầu thủ Việt Nam đã lên tiếng phản đối gay gắt với quyết định này của Supachok vì cho rằng Thái Lan lẽ ra phải trả bóng cho họ. Tuy nhiên, trọng tài vẫn công nhận bàn thắng cho Thái Lan sau khi mất khá nhiều thời gian để kiểm tra VAR và phân tích cho các cầu thủ cùng ban huấn luyện hai đội. Mặc dù bàn thắng này không vi phạm luật bóng đá, nhiều ý kiến chỉ trích cho rằng Thái Lan đã không thi đấu fair-play và gọi đây là pha lập công "đáng xấu hổ". Supachok sau đó đăng trên trang cá nhân rằng anh không biết cầu thủ Việt Nam đá bóng ra ngoài biên và cho rằng mọi thứ chỉ là hiểu nhầm, nhưng lời giải thích này không khiến các cổ động viên hài lòng.

### Huy chương bị lỗi
Sau trận chung kết lượt về giữa Thái Lan và Việt Nam, tiền đạo Nguyễn Tiến Linh của Việt Nam đã được ban tổ chức trao huy chương vàng nhưng với dòng chữ "Runners-up" (á quân), thay vì "Champion" dành cho nhà vô địch. Anh hoàn toàn không biết việc mình bị trao huy chương lỗi khi đang ăn mừng cùng các đồng đội, và chỉ phát hiện ra vấn đề sau khi đọc được bình luận trên mạng xã hội. Ngay sau khi nhận được phản hồi thông qua Liên đoàn bóng đá Việt Nam (VFF), ban tổ chức đã gửi lời xin lỗi tới Tiến Linh về "sự cố ngoài ý muốn", đồng thời hứa hẹn sẽ trao cho cầu thủ này tấm huy chương vàng đạt chuẩn. Tiến Linh đã chính thức nhận được tấm huy chương vàng bản chuẩn từ AFF vào tháng 2 năm 2025.